# Bengalia fuscipennis
Bengalia fuscipennis är en tvåvingeart som beskrevs av Mario Bezzi 1913. Bengalia fuscipennis ingår i släktet Bengalia och familjen spyflugor. Inga underarter finns listade i Catalogue of Life.